# سیارک ۳۲۹۴۳
سیارک ۳۲۹۴۳ (به انگلیسی: 32943 Sandyryan، نامگذاری:1995VK2) سی و دو هزار و نهصد و چهل و سومین سیارک کشف شده‌است که در ۱۳ نوامبر ۱۹۹۵ کشف شد.